# Biologisch-technischer Assistent
Biologisch-technischer Assistent (BTA) ist ein Ausbildungsberuf in Deutschland. Die Abschlussbezeichnung lautet Staatlich geprüfter Biologisch-technischer Assistent.

## Geschichte
Die Ausbildung zum Biologisch-technischen Assistenten wurde 1964 am damaligen Naturwissenschaftlichen Technikum in Landau in der Pfalz konzipiert und erstmals angeboten. Zuvor gab es keine Unterscheidung zwischen Technikern und Technischen Assistenten.
Biologisch-technische Assistenten und Assistentinnen werden heute in vielen Bereichen (Biotechnologie, Pharmazeutik, Molekularbiologie) beschäftigt.

## Ausbildung

### Allgemein
Die Ausbildung zum Biologisch-technischen Assistenten wird in Deutschland von mehr als 30 Schulen angeboten. Es handelt sich um eine Ausbildung nach Landesrecht in einer schulischen Ausbildungsstätte. Die Ausbildung kann zum einen an staatlichen Schulen erfolgen, wie Berufsfachschulen und Berufskollegs und zum anderen an privaten Einrichtungen, an denen ein Schulgeld zu entrichten ist. Um die Ausbildung antreten zu können, wird ein mittlerer Schulabschluss oder ein als gleichwertig oder höher anerkannter schulischer Abschluss vorausgesetzt. Die Dauer der Ausbildung beträgt in der Regel zwei Jahre. An einigen Schulen ist es zudem noch möglich, Zusatzqualifikationen wie die Fachhochschulreife oder die Allgemeine Hochschulreife zu erwerben, dadurch verlängert sich die Ausbildungszeit auf drei oder vier Jahre.

### Ausbildungsinhalte
Die Ausbildung kann man in einen allgemeinen (berufsübergreifenden) und einen berufsbezogenen Bereich unterteilen, an manchen Schulen ergänzt durch Fächer des Differenzierungsbereiches. Darüber hinaus wird Zusatzunterricht gegeben, falls der Wunsch besteht, die Fachhochschulreife zu erlangen. Da die Ausbildung nach Landesrecht stattfindet, unterscheiden sich die Stundentafeln der Schulen in den verschiedenen Bundesländern, außerdem können sich die Schulen auch in einem gewissen Umfang spezialisieren, z. B. indem sie einen weiteren fachlichen Schwerpunkt im berufsbezogenen Bereich anbieten.

#### Ausbildungsinhalte einer privaten Schule in Hessen
Unterrichtsplan am Beispiel der privaten Hochschule Fresenius (Angaben in Stunde(n) pro Woche)
| Allgemeiner Bereich | 1. Semester | 2. Semester | 3. Semester | 4. Semester |
| --- | ----------- | ----------- | ----------- | ----------- |
| Deutsch | 2           | 2           | 0           | 0           |
| Politik/Wirtschaft | 2           | 2           | 0           | 0           |
| Berufsbezogener Bereich | 1. Semester | 2. Semester | 3. Semester | 4. Semester |
| Grundlagen der Chemie (Bioanorganik, Instrumentelle Analytik, Organische Chemie und Biochemie I und II) | 8           | 8           | 3           | 3           |
| Biologie / Mikrobiologie (Allgemeine Biologie, Immunologie und Physiologie, Mikrobiologie und Biotechnologie, Gentechnologie) | 4           | 3           | 9           | 7           |
| Physik / Physikalische Chemie | 2           | 2           | 1           | 1           |
| Informationsverarbeitung | 2           | 2           | 2           | 0           |
| Umweltschutz und Ökologie | 0           | 0           | 3           | 2           |
| Mathematik | 2           | 2           | 2           | 2           |
| Englisch | 2           | 2           | 0           | 0           |
| Praxis der Biotechnik (Praktikum Labortechnische Grundoperationen, Praktikum Quantitative Analytische Chemie, Praktikum Botanik, Praktikum Zoologie, Praktikum Biochemie, Praktikum Molekularbiologie, Praktikum Mikrobiologie, Betriebspraktikum) | 10          | 12          | 14          | 14          |
| Zusatzunterricht zur FHR oder Vertiefung | 1. Semester | 2. Semester | 3. Semester | 4. Semester |
| FHR-Deutsch | 0           | 0           | 3           | 3           |
| FHR-Englisch | 2           | 1           | 2           | 1           |

Die Betriebspraktika sollen dazu dienen, einen tieferen Einblick in das Betriebsgeschehen und betriebstypische Arbeitsmethoden zu ermöglichen. Des Weiteren können im Unterricht erlernte Kenntnisse angewandt werden.

#### Ausbildungsinhalte einer staatlichen Schule in NRW
Der Lehrplan für das Berufskolleg in Nordrhein-Westfalen sieht für die Ausbildung zum Staatlich geprüften Biologisch-technischen Assistenten im berufsbezogenen Lernbereich folgende Fächer des fachlichen Schwerpunktes vor:
- Biochemie/Molekularbiologie
- Zellbiologie
- Mikrobiologie/Bioverfahrenstechnik
- Botanik/Zoologie
- Weiteres Fach bzw. weitere Fächer

Diese Fächer nehmen einen großen Teil der Stundentafel ein, insgesamt entfallen darauf 23–29 Unterrichtsstunden pro Woche im zweijährigen Bildungsgang bzw. 18–22 Unterrichtsstunden pro Woche im dreijährigen Bildungsgang. In Nordrhein-Westfalen richtet sich der zweijährige Bildungsgang nach APO-BK Anlage C2 an Schüler, die bereits über eine Hochschulzugangsberechtigung verfügen, während der dreijährige Bildungsgang nach APO-BK Anlage C1 für Schüler mit mittlerem Schulabschluss geeignet ist, die zusätzlich zum Berufsabschluss noch die Fachhochschulreife erwerben möchten (diese zweigeteilte Ausbildungsstruktur ist typisch für die Berufskollegs in Nordrhein-Westfalen). Das weitere Fach bzw. die weiteren Fächer des fachlichen Schwerpunkts werden durch die Bildungsgangkonferenz der Ausbildungsschule festgelegt, Vorschläge des Lehrplans sind u. a. Immunologie, Labordatenverarbeitung, Lebensmittelchemie, Physikalische Mess- und Prüftechnik oder Toxikologie.
Auch die Fächer Mathematik, Englisch und Wirtschaftslehre sind Bestandteil des berufsbezogenen Lernbereichs und werden üblicherweise mit jeweils zwei Unterrichtsstunden pro Woche im dreijährigen Bildungsgang bzw. mit jeweils einer Unterrichtsstunde pro Woche im zweijährigen Bildungsgang unterrichtet. Außerdem ist auch ein extern zu absolvierendes Betriebspraktikum über mindestens 8 Wochen Bestandteil des berufsbezogenen Lernbereichs.
Für den berufsübergreifenden Lernbereich sieht der Lehrplan für das Berufskolleg in Nordrhein-Westfalen folgende Fächer vor:
- Deutsch/Kommunikation
- Religionslehre oder Ethik
- Sport/Gesundheitsförderung
- Politik/Gesellschaftslehre

Sie werden üblicherweise mit jeweils zwei Unterrichtsstunden pro Woche im dreijährigen Bildungsgang bzw. mit jeweils einer Unterrichtsstunde pro Woche im zweijährigen Bildungsgang unterrichtet.
Im Differenzierungsbereich sind über die gesamte Ausbildungsdauer insgesamt 160 Unterrichtsstunden für die zweite Fremdsprache (z. B. Französisch oder Russisch) vorgesehen, allerdings betrifft dies nur den dreijährigen Bildungsgang. Weitere Fächer im Differenzierungsbereich sind beispielsweise Chemisches Fachrechnen, Ökologie oder Qualitätsmanagement.
Insgesamt sieht die Stundentafel etwa 36 Unterrichtsstunden pro Woche sowohl für den zweijährigen wie auch für den dreijährigen Bildungsgang vor. Typisch für die Ausbildung zum BTA ist ein hoher Praxisanteil, so finden die oben genannten biologischen Fächer des berufsbezogenen Lernbereichs als Labor-Unterricht statt, meist ergänzt durch einen Theorieteil im Klassenraum.

#### Ausbildungsinhalte einer staatlichen Schule in Hamburg
In Hamburg gibt es ein spezielles Ausbildungssystem, welches einmalig in Deutschland ist.
Schematische Darstellung des Ausbildungsverlaufes: 9 Monate Schule, ca. 12 Monate Institutsphase, ca. 3 Monate Vorbereitung auf die Abschlussprüfung:
Das Besondere bei dieser Ausbildung sind Betriebspraktika in Forschungslaboratorien des Universitätsklinikums Hamburg-Eppendorf, der Universität Hamburg und der Technischen Universität Hamburg-Harburg. Die Schüler haben dabei die Möglichkeit, aus einem breiten Angebot ihre Wunschlaboratorien anzugeben, die dann, je nach Anzahl der verfügbaren Praktikumsplätze, vergeben werden.

### Ausbildungsabschluss
Um einen erfolgreichen Ausbildungsabschluss zu erlangen, muss man eine Abschlussprüfung bestehen. Besitzt die Schule eine staatliche Anerkennung, dann hat die Prüfung den Charakter einer staatlichen Prüfung und der Prüfling darf sich nach bestandener Prüfung Staatlich geprüfter Biologisch-technischer Assistent bzw. Staatlich geprüfte Biologisch-technische Assistentin nennen. Um die Abschlussprüfung antreten zu können, müssen erforderliche Leistungsnachweise über Zwischenprüfungen, Laborpraktika etc. vorliegen. Die Abschlussprüfung selbst kann aus mündlichen, schriftlichen und praktischen Teilen bestehen und wird nach landesrechtlichen Regelungen durchgeführt.

## Berufsbild
Die Einsatzgebiete für Biologisch-technische Assistenten und Assistentinnen sind vielfältig, häufig arbeiten sie in Laboren, die entweder direkt einem biologischen Fachgebiet zuzuordnen sind oder dem Bereich der Naturwissenschaften und verwandten Disziplinen, die oft als Biowissenschaften oder Life Sciences bezeichnet werden. Sie führen Versuche durch, dokumentieren diese und werten sie aus. Je nach Aufgabengebiet arbeiten sie dabei recht selbständig, oft erfolgt eine Planung der Versuche in Absprache mit Naturwissenschaftlern. Die Versuche beinhalten die Arbeit mit und an Tieren, Pflanzen bzw. deren Zellkulturen sowie Mikroorganismen.
Im Bereich der Forschung arbeiten BTAs an den Instituten der naturwissenschaftlich-technischen Fachbereiche der Universitäten sowie an öffentlichen und privaten Forschungsinstituten. Dabei kann das Einsatzgebiet im Bereich der Grundlagenforschung zu biologischen Fragen liegen, aber auch im Bereich der Angewandten Forschung technisch anspruchsvolle Detailfragen als Inhalt haben, auch in verwandten Disziplinen wie Medizin oder Umwelt.
Neben dem Forschungssektor arbeiten Biologisch-technische Assistenten und Assistentinnen noch in zahlreichen anderen Bereichen. Tätigkeiten bieten staatliche Untersuchungsämter im Bereich der Lebensmittel-, Veterinär- und Umweltüberwachung, aber auch produzierende Unternehmen aus den Bereichen Lebensmittel, Kosmetika, Pharmazeutika oder Pflanzenschutzmittel, die ihre Produkte im Rahmen der betrieblichen Eigenkontrolle im Labor untersuchen, ebenso können derartige rechtlich vorgeschriebene Kontrollen durch BTAs an privaten Untersuchungsinstituten erfolgen, bei denen es sich meist um akkreditierte Prüflaboratorien handelt. In den letzten Jahren haben auch Tätigkeiten bei Firmen der Biotechnologie-Branche an Bedeutung gewonnen.
Die Aufgaben, die Biologisch-technische Assistenten und Assistentinnen durchführen, reichen dabei von einfachen Routinearbeiten, z. B. bei der Produktionskontrolle in einem Industriebetrieb bis hin zu speziellen Arbeitstechniken mit modernen Analysegeräten und -methoden, wie der PCR zum Erstellen und Überprüfen genetischer Fingerabdrücke oder dem ELISA-Verfahren, einem Immunassay-Verfahren zum Nachweis von Antigenen in einer Probe.
Da BTAs sowohl mit Gefahrstoffen wie auch mit biologischen Arbeitsstoffen umgehen, müssen sie die entsprechenden Vorschriften zur Arbeitssicherheit beachten, ebenso müssen sie im Bereich Versuchstierkunde (Halten von Labortieren und Experimentieren mit diesen) die Vorschriften des Tierschutzgesetzes beachten. Bei den meisten Labortätigkeiten gehört auch die Pflege und gegebenenfalls das Instandhalten der Geräte sowie der Kalibrierung oder Justierung zu den Aufgaben der technischen Assistenten, im Bereich der Versuchsplanung oder Optimierung von Versuchen sind sie auch an der Erstellung von Arbeitsanweisungen beteiligt.

## Gehalt
Bei einer Anstellung im öffentlichen Dienst, z. B. an einem öffentlichen Forschungsinstitut richtet sich die Bezahlung des Arbeitnehmers nach dem Tarifvertrag für den öffentlichen Dienst der Länder (TV-L). Dabei werden Biologisch-technische Assistenten – je nach Tätigkeit und Verantwortung – in die Entgeltgruppen (EG) 5 bis 9 eingruppiert, da sie den Anforderungen "abgeschlossene Berufsausbildung in einem anerkannten Ausbildungsberuf und entsprechende Tätigkeiten" in der Regel entsprechen. Besonderheiten ergeben sich dann beim Wechsel in eine andere Tarifzugehörigkeit und durch spartenspezifische Regelungen (z. B. für die Wissenschaft) im Tarifvertrag. Der Aufstieg in eine besser bezahlte Entgeltgruppe ist im öffentlichen Dienst vor allem von der Anzahl der Berufsjahre abhängig.
In der Industrie bzw. bei der Anstellung an privaten Forschungsinstituten und Untersuchungsinstituten wird üblicherweise der Tarifvertrag zugrunde gelegt, der von den Tarifvertragsparteien (Gewerkschaften und Arbeitgeberverbände) ausgehandelt wurde, so vertritt z. B. der Bundesarbeitgeberverband Chemie e. V. (BAVC) die Interessen der deutschen Chemie-Arbeitgeber.

## Weiterbildung
Biologisch-technische Assistenten verfügen im Allgemeinen über die Fachhochschulreife oder die allgemeine Hochschulreife, die sie entweder im Rahmen der Ausbildung erworben haben oder bereits darüber als Einstiegsqualifikation für die Ausbildung verfügten. Daher ist eine Weiterbildung mit besseren Aufstiegschancen am Arbeitsplatz über ein Studium an einer Fachhochschule, einer Universität oder einer Technischen Universität eine gängige Option.
Studienfächer, die einen Bezug zu der Ausbildung haben und an einer Hochschule (meist in Bachelor und Master gegliedert) angeboten werden, sind beispielsweise Biochemie, Biologie, Chemie, Forstwirtschaft, Mikrobiologie und Ökotrophologie, während bei Lebensmittelchemie, Medizin und Pharmazie das Staatsexamen den Studienabschluss darstellt. Ein Studium an einer Fachhochschule führte bisher zu dem Abschluss Diplom-Ingenieur (FH), geeignete Fachbereiche sind z. B. Biotechnologie, Nanotechnologie, Bioingenieurwesen, Chemie, Lebensmitteltechnologie, Forstwirtschaft und Umweltschutz, aber auch hier erfolgt im Rahmen des Bologna-Prozesses die Umgestaltung auf die Studienabschlüsse Bachelor und Master. Eine Orientierung für die Wahl eines biologisch ausgerichteten Studiengangs (hier als Molekulare Biowissenschaften bezeichnet) in Deutschland bietet die Gesellschaft für Biochemie und Molekularbiologie e. V. (GBM).
Im Rahmen des Bologna-Prozesses wird zum einen angestrebt, auf die Studienabschlüsse Bachelor und Master umzustellen, aber auch eine Vergleichbarkeit der Abschlüsse innerhalb der Europäischen Union zu erreichen, dies wird durch die so genannte Akkreditierung sichergestellt, dabei erfolgt die Vergabe von ECTS-Punkten (Credit Points) für erfolgreich absolvierte Abschnitte eines Studiums. Zurzeit gibt es Bestrebungen, auch die Inhalte der Ausbildung der BTAs zu berücksichtigen. Unabhängig davon kann bei Aufnahme eines Studiums mit Bezug zur BTA-Ausbildung an der Hochschule nach der möglichen Anrechnung von Ausbildungsinhalten auf das Studium gefragt werden.